# Ronde van Italië 2016/Dertiende etappe
De dertiende etappe van de Ronde van Italië 2016 wordt gereden op 20 mei 2016 van Palmanova naar Cividale del Friuli. De etappe is 170 kilometer lang.

## Verloop
Kort na de start ontstaat een kopgroep van 31 renners met daarbij onder meer bergkoning Damiano Cunego en dubbele ritwinnaar Diego Ulissi. Op de flanken van de Montemaggiore (1ste categorie) gaat Stefan Denifl solo. Hij komt ook eerste over de top met een voorsprong van 1'13" op de eerste achtervolgers, waar Giovanni Visconti valt in een poging bergpunten af te snoepen van Cunego. Ook op de tweede beklimming van de dag, de Crai (2de categorie) komt Denifl eerst boven. In de afdaling wordt Denifl bijgehaald en ontstaat weer een omvangrijke kopgroep van 24 renners. 
In de aanloop naar de Cima Porzus gaat Moreno Moser solo. Even later sluiten Joe Dombrowski en Mikel Nieve aan. Op drie kilometer van de top gaat Nieve alleen door. Achter hem ontstaat een trio met Dombrowski, Visconti en Matteo Montaguti. In het peloton twee minuten verder versnellen Esteban Chaves, Rafał Majka en Vincenzo Nibali. Roze trui Bob Jungels moet lossen. Ilnoer Zakarin, Domenico Pozzovivo, Steven Kruijswijk, Rigoberto Urán, Andrey Amador, Jakob Fuglsang en Alejandro Valverde zijn de enigen die kunnen volgen bij de groep der favorieten.
Nieve wint met 1'16" voorsprong op de groep der favorieten. Jungels komt binnen op meer dan twee minuten en verliest de roze trui aan Andrey Amador.

## Uitslag
| Palmanova naar Cividale del Friuli (170 km) |                     |                             |          |
| Plaats                                      | Naam                | Ploeg                       |          |
| Winnaar                                     | Mikel Nieve         | Team Sky                    | 4u31'49" |
| 2                                           | Giovanni Visconti   | Movistar Team               | + 43"    |
| 3                                           | Vincenzo Nibali     | Astana Pro Team             | + 1'17"  |
| 4                                           | Alejandro Valverde  | Movistar Team               | z.t.     |
| 5                                           | Rafał Majka         | Tinkoff                     | z.t.     |
| 6                                           | Stefan Denifl       | IAM Cycling                 | z.t.     |
| 7                                           | Steven Kruijswijk   | Team LottoNL-Jumbo          | z.t.     |
| 8                                           | Rigoberto Urán      | Cannondale Pro Cycling Team | z.t.     |
| 9                                           | Matteo Montaguti    | AG2R La Mondiale            | z.t.     |
| 10                                          | Domenico Pozzovivo  | AG2R La Mondiale            | z.t.     |
| 11                                          | Jakob Fuglsang      | Astana Pro Team             | z.t.     |
| 12                                          | Aleksandr Foliforov | Gazprom-RusVelo             | z.t.     |
| 13                                          | Esteban Chaves      | Orica GreenEDGE             | z.t.     |
| 14                                          | Ilnoer Zakarin      | Team Katjoesja              | z.t.     |
| 15                                          | Andrey Amador       | Movistar Team               | z.t.     |
|                                             |                     |                             |          |
| 27                                          | Maxime Monfort      | Lotto Soudal                | + 4'14"  |

## Klassementen
| Algemeen klassement |                    |                             |           |
| Plaats              | Naam               | Ploeg                       | Tijd      |
| Roze trui           | Andrey Amador      | Movistar Team               | 54u05'50" |
| 2                   | Bob Jungels        | Etixx-Quick Step            | + 26"     |
| 3                   | Vincenzo Nibali    | Astana Pro Team             | + 41"     |
| 4                   | Alejandro Valverde | Movistar Team               | + 43"     |
| 5                   | Steven Kruijswijk  | Team LottoNL-Jumbo          | z.t.      |
| 6                   | Rafał Majka        | Tinkoff                     | + 1'37"   |
| 7                   | Ilnoer Zakarin     | Team Katjoesja              | + 2'01"   |
| 8                   | Esteban Chaves     | Orica GreenEDGE             | + 2'19"   |
| 9                   | Rigoberto Urán     | Cannondale Pro Cycling Team | + 2'48"   |
| 10                  | Jakob Fuglsang     | Astana Pro Team             | + 3'15"   |
|                     |                    |                             |           |
| 20                  | Maxime Monfort     | Lotto Soudal                | + 9'54"   |

| Puntenklassement |                    |                    |        |
| Plaats           | Naam               | Ploeg              | Punten |
| Rode trui        | Giacomo Nizzolo    | Trek-Segafredo     | 138    |
| 2                | Arnaud Démare      | FDJ                | 119    |
| 3                | Diego Ulissi       | Lampre-Merida      | 104    |
| 4                | Sacha Modolo       | Lampre-Merida      | 84     |
| 5                | Maarten Tjallingii | Team LottoNL-Jumbo | 83     |

| Bergklassement |                   |                    |        |
| Plaats         | Naam              | Ploeg              | Punten |
| Blauwe trui    | Damiano Cunego    | Nippo-Vini Fantini | 85     |
| 2              | Giovanni Visconti | Movistar Team      | 67     |
| 3              | Stefan Denifl     | IAM Cycling        | 54     |
| 4              | Mikel Nieve       | Team Sky           | 50     |
| 5              | Giulio Ciccone    | Bardiani CSF       | 27     |

| Jongerenklassement |                 |                             |           |
| Plaats             | Naam            | Ploeg                       | Tijd      |
| Witte trui         | Bob Jungels     | Etixx-Quick Step            | 54u06'16" |
| 2                  | Davide Formolo  | Cannondale Pro Cycling Team | + 5'49"   |
| 3                  | Sebastián Henao | Team Sky                    | + 13'31"  |
| 4                  | Valerio Conti   | Lampre-Merida               | + 22'40"  |
| 5                  | Joe Dombrowski  | Cannondale Pro Cycling Team | + 44'20"  |

| Ploegenklassement (tijd) |                             |            |
| Plaats                   | Ploeg                       | Tijd       |
| 1                        | Movistar Team               | 162u20'45" |
| 2                        | Astana Pro Team             | + 7'16"    |
| 3                        | Cannondale Pro Cycling Team | + 11'52"   |
| 4                        | AG2R La Mondiale            | + 14'35"   |
| 5                        | Etixx-Quick Step            | + 24'56"   |

## Opgaves
- André Greipel (Lotto Soudal)
- Caleb Ewan (Orica GreenEDGE)
- Jürgen Roelandts (Lotto Soudal)
- Nicola Ruffoni (Bardiani CSF)
- Moreno Hofland (Team LottoNL-Jumbo)
- Patrick Gretsch (AG2R La Mondiale)
- Marc Sarreau (FDJ)

1e etappe ·
2e etappe ·
3e etappe ·
4e etappe ·
5e etappe ·
6e etappe ·
7e etappe ·
8e etappe ·
9e etappe ·
10e etappe ·
11e etappe ·
12e etappe ·
13e etappe ·
14e etappe ·
15e etappe ·
16e etappe ·
17e etappe ·
18e etappe ·
19e etappe ·
20e etappe ·
21e etappe
Startlijst · Eindstanden · Afbeeldingen